# Mind Walker
Mind Walker(マインド・ウォーカー)とは、1986年にシナプス・ソフトウェアのビル・ウィリアムズが製作、コモドール社からリリースされたAmiga 1000用のコンピューターゲーム。Amigaにてリリースされた最初の商用ソフトであり、Amiga用にコモドール社から直々に発売された唯一のゲームでもある。
音楽やゲームデザインなどが極めてサイケデリックであり、『TV's TV』（1987年に放映されたメディアアートを紹介するフジテレビの深夜放送の特別番組）では「ドラッグ感覚のゲームソフト」と評された。

## ストーリー
プレイヤーは発狂した物理学者となり、悪い細胞を倒したり、分裂した人格を再統合したりするなどして精神を取り戻してゆく。

## ゲーム内容
ゲームとしては三人称視点で、第1フェーズは3D、第2フェーズは2Dとなっている。なお、第3フェーズはパズルである。
第1フェーズでは、まず、クリスタルから脳内のどこかに存在する次のステージの入り口(チューブ)まで正しい道(Path)を形成させなければならない。その為、人間、ウィザード、スプリガン、ニンフの4つのキャラクターを切り替えて進めていく。 道中出現する敵は、電撃で攻撃することがでる。しかし、攻撃している間キャラは動くことができない。敵にぶつかる又は目的地に近づくにつれて、敵の数は増加していく。
第1フェーズをクリアしたら、緑色のチューブに入ることで第2フェーズへ行くことが出来る。第2フェーズはニューロンの迷路となっており、プレイヤーは迷路の中にあるピラミッドをレーダー音を頼りに探し出さなければならない。
第3フェーズは、パズルである。パズルは静止画ではなく、幾何学的模様をしていて絶えず動いているため、非常に難易度が高い。どうしても分からない時には、左画面の顔をクリックすると頭からレーザーが出て、自動でパズルを当てはめてくれる。
しばらくすると第1フェーズに戻る。以後、パズルが完成するまでこれを繰り返す。

## 評価
「クソゲーハンター」を自称するライターの阿部広樹が『超クソゲー外伝』（2000年）で評したところによると、本作は「はっきりいってクソゲー」であるが、日本でもプレイステーション世代以降にいくつもリリースされた「出来の悪さを現代アートの文脈やサブカル風味で胡魔化したアート&こじゃれ系クソゲー」の元祖であり、「AMIGAのカルチャーを決定付け」たと評価されている（この評の存在は、KUSO文化の母体として2000年ごろに日本で隆盛を見たサブカルチャーの1ジャンルである「クソゲー批評」の界隈で本ソフトが知られていたことを示す）。

## 参照
1. 1 2  『超クソゲー外伝 企画屋稼業』阿部広樹、2000年、太田出版、p.69
2. ↑  『超クソゲー外伝 企画屋稼業』阿部広樹、2000年、太田出版、p.41